# Phasia zimini
Phasia zimini là một loài ruồi trong họ Tachinidae.